# Otzolotepec
Otzolotepec é um município do estado de México, no México.